# 太平洋岸北西部
太平洋岸北西部（たいへいようがんほくせいぶ、英: Pacific Northwest, PNW, PacNW）は、北アメリカ北西部のアメリカ合衆国アラスカ州からカナダのブリティッシュコロンビア州を経てまたアメリカ合衆国の太平洋岸北西部に至る地域である。太平洋から見た北西部ではなく、北アメリカ州の陸地で見た北西部である。また、言葉が類似しているために、カナダの北西部準州 (Northwest Territory、別名グレート・ノースウエスト) やアメリカの北西部領土 (Northwest Territories) と混同されることがあるので、注意を要する。太平洋岸北西部はその海岸と内陸部も含めた地域の呼称である。北西部海岸 (Northwest Coast) という言葉が海岸地域のみを表す時に使われている。さらに、北西部平原 (Northwest Plateau) という言葉は内陸地域を表現するために使われ、通常は内陸部（the interior）と呼ばれている (ブリティッシュコロンビア州では慣習的に先頭が大文字になり、固有名詞となる)。
この地域の大都市は人口順にカナダのブリティッシュコロンビア州バンクーバー、アメリカのワシントン州シアトル、オレゴン州ポートランド、ワシントン州スポケーンとタコマ、アイダホ州ボイシおよびワシントン州のバンクーバーである。
この地域の生物群系や生態地域は周りの地域とはっきり異なっている。ジョージア海峡-ピュージェット湾の盆地はブリティッシュコロンビア州とワシントン州に分かれており、世界でも最大の暖帯多雨林である太平洋暖帯多雨林がアラスカ州からカリフォルニア州までの海岸に沿って伸びている。カスケード山脈と海岸山脈から内陸の乾燥地域は地形的にも気候的にも海岸とは大変異なり、コロンビア平原、フレーザー平原およびそれら山脈に含まれる山地で構成されている。内陸部の気候は大西部の砂漠気候が北に伸び、はるか南のグレートベースンまで広がっている。その乾燥砂漠地帯の北限は寒帯の針葉樹や様々な高山植物地帯で縁取られている。

## 定義と関連用語

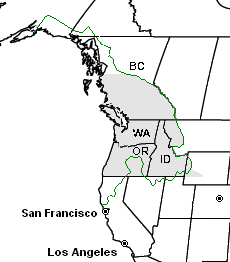
太平洋岸北西部の異なる定義と関連用語

大西洋岸北西部を大まかに定義すれば、東西は太平洋から北アメリカの分水嶺まで、州で表現するとワシントン州の全部、オレゴン州、アイダホ州およびブリティッシュコロンビア州の大半、またアラスカ州、ユーコン準州およびカリフォルニア州の隣接する部分となる。他にカスケード山脈から派生したカスカディアという呼び方があり、太平洋岸北西部と同じような範囲を指すが定義はない。太平洋岸北西部という呼び方が19世紀初期に起源があり、かなり古いものである。
カスカディアは、1980年代に新造された新しい呼び方であり、地質学、生態学および気候学で使われ、またカスカディア独立運動というような時や地域市場を表現して小さな事業や組織に使われている。2つの言葉の中で、太平洋岸北西部のみがどの場合でも使われ、カスカディアが表すよりも広い範囲を含んでもいる。カスカディアはより海岸に近く、ワシントンとオレゴンの常緑樹林三角地帯に限られることがある。生態地域に関しては、カスカディアという言葉で、北アメリカの暖帯多雨林帯を通って太平洋に注ぐ川の水系と定義できる。
アメリカ合衆国では、太平洋岸北西部という言葉がアメリカ合衆国北西部の公式の地域大半に対して使われる。これには合衆国の州が含まれているが、カナダは含まれていないし、連続性からアラスカも除外されることがある。

## 歴史

### ヨーロッパ人による初期の探検
イギリス船の船長で元は私掠船に乗っていたフランシス・ドレークが1579年にオレゴンの海岸沖を航行した。フアン・デ・フカというスペインに雇われたギリシャ人の船長が、1592年頃にファンデフカ海峡を発見した可能性があるが、実際に発見したのかどうかは長い間疑問のままである。彼は太平洋岸に開いた大きな入り江からアメリカ大陸北方の海に達して北西航路を発見したと主張したが、このような海は現実には存在しないため彼の功績は疑わしい。しかし、後世になってオリンピック半島とバンクーバー島の間の短い海峡はフアン・デ・フカに因んで名づけられた。1740年代の初期に、ロシア帝国がデンマーク人のヴィトゥス・ベーリングをこの地域に送り込んだ。1700年代遅くまでにまた19世紀に入って、ロシアの開拓者が太平洋岸に幾つかの基地と地域社会を建設し、最終的にカリフォルニア州のフォートロスまで到達した。
1774年、ヌエバ・エスパーニャの副王がフアン・ペレスをサンチアゴ号で太平洋岸北西部に送り出した。ペレスは1774年7月18日にクイーンシャーロット諸島に上陸した。ペレスが到達した北限は北緯54度40分であった。この後の1775年、ブルーノ・デ・エセタの指揮でフアン・ペレスとフアン・フランシスコ・デ・ラ・ボデガ・イ・クアドラを士官とした別のスペイン人遠征隊が続いて、1775年7月14日にオリンピック半島のキノールト河口付近に上陸した。壊血病に罹ったエセタはメキシコに帰還した。1775年8月17日、帰途にあったエセタはコロンビア川の河口を見つけたが、それが川なのか海峡なのか見分けが付かなかった。船で中に入ってみようとしたが早い潮流のために失敗した。そこをバヒア・デ・ラ・アスンシオンと名づけた。エセタが南に行く一方で、クアドラは遠征隊の第2船ソノラ号で北への旅を続けた。クアドラは帰路につく前に北緯59度まで達した。
1776年イギリスのジェームズ・クック船長がバンクーバー島のヌートカ湾を訪れ、さらにアラスカのプリンス・ウィリアム湾まで航海した。1779年、スペインの3回目の遠征隊が、プリンケサ号に乗ったイグナシオ・デ・オルテガの指揮で、またクアドラをファヴォリテ号の船長として、メキシコからアラスカの海岸まで航行し、この時は北緯61度まで達した。スペインは他にも1788年と1789年の2回、どちらもエステバン・ホセ・マルチネスとゴンザロ・ロペス・デ・アロの指揮で太平洋岸北西部を航行した。この後の方の遠征の時に、アメリカ人のロバート・グレイ船長とヌートカ湾近くで出会った。ヌートカ湾に入ったところで、スペイン隊はウィリアム・ダグラスとその船イフィゲニア号を発見した。この後に起こったのがいわゆるヌートカ事件であり、ヌートカ協定として知られる合意で解決した。1790年、スペインはフランシスコ・デ・エリザの指揮でヌートカ湾に3隻の船を派遣した。エリザはヌートカに基地を建設した後で、幾つかの探検隊を送った。サルバドール・フィダルゴは北のアラスカ海岸へ向かった。マニュエル・クインパーはゴンザロ・ロペス・デ・アロを水先案内人として、ファンデフカ海峡を探索し、途中でサンフアン諸島とアドミラルティ入江を発見した。フランシスコ・デ・エリザ自身はサンカルロス号を駆ってファンデフカ海峡に入った。ポート・ディスカバリーの基地からサンフアン諸島、ハロー海峡、ロザリオ海峡およびベリンガム湾を探索した。ジョージア海峡を発見する過程で北のテハダ島まで探った。エリザは1791年8月にヌートカ湾に戻った。別のスペイン人探検家ハキント・カーマノが1792年5月にアランサス号でヌートカ湾を航海した。そこでカーマノはスペイン開拓地を指揮していたクアドラと出会った。クアドラがカーマノを北へ派遣し、今日アラスカ・ペンハンドルと呼ばれる地域を探検させた。カーマノの地図を含み様々のスペイン人の手になる地図が1792年にジョージ・バンクーバーに手渡され、スペインとイギリスは共同で複雑な海岸線の地図を作った。
ジョージ・バンクーバーはイギリスのために地図を作成した。その範囲はピュージェット湾の湾や入江、ジョージア海峡、ジョンストン海峡、クィーンシャーロット海峡およびブリティッシュコロンビア州の海岸線やアラスカ・ペンハンドルの海岸線にまで及んだ。スペインの最後の探検隊は、ディオニシオ・アルカラ・ガリアーノとカエンターノ・バルデスの指揮で、1792年6月21日にジョージア海峡でバンクーバーと会った。バンクーバーはピュージェット湾を探検したばかりだった。スペイン探検隊はアドミラルティ入江とまだ探検していないその南部の地域について知ったが、北へ向かうことにした。スペイン隊はバンクーバーに会う少し前にフレーザー川を発見し中に入っていた。ガリアーノ、バルデスおよびバンクーバーは地図を交換し、共同作業を行うことに合意して北に向かい共に海岸線の地図を作った。ジョンストン海峡を通過し、またヌートカ湾に戻った。この結果ヌートカ湾を出発したスペインの探検隊は、ヨーロッパ人で初めてバンクーバー島を一周したことになった。バンクーバー自身はまずヌートカに行かずにフアンデフカ海峡に入っていたので、バンクーバー島を一周したことにはならなかった。
1786年、フランス人のジャン・フランソア・ラ・ペルーズがヌートカ湾を訪れた後にクィーンシャーロット海峡まで航行したが、ラ・ペルーズとその部下および航海日誌がオーストラリア近くで難破したときに失われ、この地域に対するフランスの領有権主張の可能性が消えた。ジェイムズ・バークレー船長もオーストリア帝国の国旗でこの地域に訪れた。アメリカ商船のロバート・グレイ船長は海岸で交易を行い、コロンビア川の河口を発見した。

### 領土紛争

チャールズ・ウィルクスが1841年に作成したオレゴン・カントリーの地図

この地域に対する最初の領有主張はスペインによるもので、太平洋は「スペインの湖」としてスペイン帝国に付属するという解釈のトルデシリャス条約に基づいていた。ロシアが太平洋の反対側まで毛皮交易を拡げようとしたために、スペインはその所有権を確保するために北方まで遠征隊を送ることになり、一方同時にイギリスはジェイムズ・クック船長やそれに続くジョージ・バンクーバーによる遠征を盾に領有権を主張した。フランス、オーストリアおよびポルトガルも主張しようとしたが既に不可能であった。ヌートカ協定については、1794年末にスペインは排他的優先権を諦め、他の強国とこの地域を分け合うことに合意し、その過程でヌートカ湾の守備隊も引き上げさせた。
アメリカ合衆国は後に1804年から1805年にかけてのルイス・クラーク探検隊によるこの地域の探検に続いて領有権を主張した。これにはオレゴン-カリフォルニア境界線の北に領有権を主張するスペインとの交渉も関わっていた。1810年代から1840年代まで、現在のワシントン州、オレゴン州、アイダホ州およびモンタナ州の西部は、ブリティッシュコロンビア州の大半と共にアメリカ人の言うオレゴン・カントリー、イギリス人の言うコロンビア地区の一部であった。この地域はアメリカとイギリスの間で、開拓よりも利益の共同管理を決めた1818年条約により、両国が共同で領有主張していた。1840年、アメリカ人のチャールズ・ウィルクスがこの地域を探検した。バンクーバー砦に本部を置くハドソン湾会社の主任であったジョン・マクローリンはこの時代の大半、地域の事実上の政治的主権者であった。
アメリカの開拓が進み、ジェイムズ・K・ポーク大統領がオレゴン・カントリーとテキサスの併合を主張して大統領に選ばれた後は、この勢力関係が終わった。ポークの選出後支持者達はこの地域の北限である北緯54度40分の線を指して、「54度40分、さもなくば戦争を」という有名なスローガンを作った。イギリスとの戦争の恐れが消えた後、1846年のオレゴン条約でオレゴン境界紛争は落着した。この協定では北緯49度線を境界とすることで決着したが、その後1859年にもう一度ピッグ戦争と呼ばれる国境紛争が起こった。
北緯49度線より北の本土内領土は1858年まで編入されないままであった。この年、フレーザー・キャニオンのゴールドラッシュで大量のアメリカ人やその他の人が流入し、バンクーバー島の知事ジェイムズ・ダグラスが本土をイギリスの植民地と宣言した。とは言うものの彼の一方的な行動を正式に批准したのは数ヶ月後であった。2つの植民地は費用節減のために1866年に合併され、1871年にカナダ連邦に組み入れられた。アメリカ合衆国の領域は1848年にオレゴン準州となった。さらに後に幾つかの準州に分割され州に昇格して行った。最初に州になったのは1859年のオレゴン州である。
アメリカの拡張主義者によるブリティッシュコロンビアに対する圧力は、植民地がカナダの州になった後も続いた。ただし、この地域に住んでいるアメリカ人はカナダ併合主義者とはならなかった。フェニアン・ブラザーフードが公然と組織され、越境しての攻撃までは無かったが、特に1870年代と1880年代にワシントン州で訓練をおこなった。アラスカ国境紛争の間、セオドア・ルーズベルト大統領は、イギリスがユーコン港の問題で屈服しなければ、ブリティッシュコロンビアを侵略して属領化すると脅した。最近でも1990年代のいわゆるサーモン戦争で、ワシントン州選出上院議員のスレイド・ゴートンはアメリカ海軍がインサイド・パッセージを「通行する」ことを要求した。ここは公式の国際水路ではない。

## 地質
太平洋岸北西部は活発な火山や地質断層があり、地質学的に活性である。

## 地理
太平洋岸北西部には、海岸山脈、カスケード山脈、オリンピック山脈、コロンビア山脈およびロッキー山脈があって、多様な地形である。ここでの最高峰はワシントン・カスケードにあるレーニア山で標高は14,410フィート (4,392 m)である。カスケード山脈の直ぐ内陸は広い高原であり、北に行くほど狭くまた高くなっている。合衆国のこの地域は半乾燥あるいは完全乾燥地帯であり、コロンビア川台地として知られているが、カナダのブリティッシュコロンビアでは、内陸台地とよばれまたフレーザー台地とも呼ばれる。コロンビア川台地は氷河時代の大規模な洪水の名残で、斜壁谷、峡谷および台地となった。コロンビア川は台地の周縁を深く広い谷でえぐり、カスケード山脈を抜けて太平洋に注いでいる。ミシシッピ川と同様に多くの支流を集め、その数は他の本土48州のどこよりも多い。
多くの地域は豊富な降水量があるので、太平洋岸北西部には豊富で広範な森林があり、一時期は世界でも最古の木があった。海岸に近い森林は温帯多雨林に分類され、地元の言い方では「冷たいジャングル」である。
バンクーバー、ポートランドおよびシアトルといって大都市はすべて、地域の木材、鉱物および農作物の積出港として始まったが、太平洋の縁にあるという地の利を生かしてシリコン・フォレストのような技術と工業の中心地として発展した。
この地域にはアメリカ合衆国の4つの国立公園がある。オレゴン州のクレーター・レイク、ワシントン州のオリンピック国立公園、レーニア山、およびノースカスケードである。他にも傑出した景観の地域があり、オレゴン海岸、コロンビア川峡谷、コロンビア川、セント・ヘレンズ山、およびオレゴン州とアイダホ州の間のスネーク川にあるヘルズ峡谷がある。カナダ側では、バンクーバー島西海岸のパシフィック・リム、レベルストーク、およびセルカーク山脈とロジャース・パスのグラシア（氷河）、またロッキー山脈のブリティッシュコロンビア側にあるクートネーとヨーホーの各国立公園がある。国立公園や一握りの州立公園のように保護されてはいないものの、ブリティッシュコロンビア州の海岸山脈南部と中央には世界でも最大の中緯度氷原が5つある。

## 気候
太平洋岸北西部はその気候も多様である。海洋性気候（西岸海洋性気候）は大洋と高山にはさまれた多くの海岸地域に見られる。高い山脈では高山気候である。高山の東、いわゆる雨の陰地帯では半乾燥および乾燥気候となっている。オレゴン州のハーニー盆地が乾燥気候の一つの例である。レベルストークの近くでは半寒帯気候となる。さらに北では亜寒帯気候となる。ビクトリアなどでは地中海性気候となる。

## 人口
太平洋岸北西部の人口の大半は、バンクーバー-シアトル-ポートランド回廊に集中している。この地域は大都市圏(megacity)（またコナベーション(conurbation)、アグロメレーション(agglomeration)またはメガロポリス(megalopolis)とも言う）と見られている。この大都市圏はアメリカの州間高速道路5号線を経てオレゴン州やワシントン州に、またブリティッシュコロンビア高速道路99号線を経てブリティッシュコロンビア州内の諸都市に広がっている。2004年時点で、グレーター・バンクーバー、低地本土、シアトル都市圏およびポートランド都市圏を合わせてほぼ900万人の人口である。

## 経済
この地域の顕著な産業と製品は次の通りである。
- 農業（ワシントン・アップル、アイダホ・ポテト、ティラムーク・チーズ、ぶどう酒）
- 航空産業（ボーイング、アラスカ航空、CHCヘリコプター）
- 娯楽産業（映画およびテレビ、ライオンズ・ゲート・エンタテインメント、ライオンズゲート・スタディオ、ライオンズゲート・テレビ）
- 金融（HSBC、ワシントン相互）
- 漁業（カニ、サーモン）
- ハイテクおよびEコマース（マイクロソフト、インテル、テクトロニクス、アマゾン・ドット・コム、エクスペディア、バラード・パワー・システム、マクドナルド・デットワイラー、エレクトリックアーツ・カナダ）
- 水力発電（グランドクーリーダム、ボンビル・ダム）
- 木材（ウェイアハウザー、カンフォア、トルコ、ウエストフレーザー）
- 大規模小売（スターバックス、タリーズ、ブレンズ、ノルドストルム）
- 鉱業（ゴールドコープ）
- 屋外観光（アルペンスキー（ウィスラー・ブラッコム）、スノーボード、ハイキング、カヤック、マウンテンバイク）
- 製靴およびアパレル（ナイキ、コロンビア・スポーツウェア、R.E.I.）

かってはアルミ製錬が地域経済の重要な部分を占めていた。コロンビア川の発電用ダムによって生み出される電力は20世紀半ばで少なくとも10のアルミ製錬所を賄えた。第二次世界大戦の終りまでに、これらの精錬所で合衆国のアルミ生産高の3分の1以上を生産していた。生産量は1950年代、1960年代まで上昇したが、その後下降した。21世紀初め太平洋岸北西部のアルミ産業は基本的に消滅した。

## 文化
太平洋岸北西部の文化も極めて多様であり、地域の多様な地形を有る程度反映している。大都市の大半を含む西方の住人の大半は、政治的に革新的と見なされているが、カスケード山脈から東の人口が希薄な地域では政治的にも文化的にも保守的な傾向がある。
太平洋岸北西部の都市では、アッシュランドのような小さな町からシアトルやバンクーバーのような大都市に至るまで、環境保護主義が浸透している。リサイクルや公共交通機関を利用することなど、環境に配慮した動きが大きな都市になればなるほど活発であり、利用されている。国際的な組織グリーンピースは、1970年にアリューシャン列島のアムチトカ島でアメリカが行った核実験に反対するブリティッシュコロンビア州における大規模な民衆の反対運動の中から生まれてきた。
スキー、スノーボード、登山、ハイキング、キャンピング、およびボートなどの水上スポーツが屋外活動として人気が有る。住民は一般に地域の多様な地形を好み、大自然の下で時を過ごすことを楽しんでいる。
ジョエル・ガローの著書「北アメリカの9民族」の中で、「エコトピア」という小説に出てきた言葉に倣って太平洋沿岸部をエコトピアと呼び、東部の「空白の部分」と呼ぶものとは異なる文化があり、また必然的に経済的にも環境学的にも異なったものがあるとしている。この地域特有のエコトピアという概念は、異なる定義による「カスカディア」とは一致していないことに注意を要する。
一人当たりのビデオゲーム使用量が他地域に比べて多いことも興味あることである。
ワシントン州、ブリティッシュコロンビア州、オレゴン州、カリフォルニア州は、他所で議論を呼びそうな主題について政治的に革新的な見解を支持することで知られている。4州ともに、妊娠中絶法、医薬としてのマリファナの合法化について相対的にリベラルな立場を採り、LGBTの権利についても支持側である。オレゴン州は、1994年の尊厳死法で安楽死を合法化したアメリカでも最初で唯一の州である。合衆国で最初のヒスパニック系大学コレジオ・シーザー・シャヴェは1973年にオレゴン州マウントエンジェルに創設された。
太平洋岸北西部は独立系音楽でも知られており、特にグランジやいわゆるオルタナティブ・ミュージックと共に歴史的に根強いフォークソングやワールドミュージックがある。KEXP.orgはシアトルに本部を置く良く知られた独立系音楽のラジオ局である。この地域ではパール・ジャム、サウンドガーデン、プレジデンツ・オブ・ザ・USA、ハート、モデストマウスおよびニルヴァーナといったバンドが活動を始め、その時々のロックバンドの主流となってきた。
この地域の食材としては、サーモン、ハックルベリーや産地ごとの果物、野菜、およびチーズがある。アジアや中東に影響された西海岸の多文化料理はカリフォルニアのものよりもさらに多様となっている。土地で生産された果物や野菜は産地が近いために、出荷時期に毎週また毎月行われる農業市が人気を博している。
北西部の地ビールと葡萄酒は飲酒家に人気がある。バンクーバー、ベリンガム、シアトル、オリンピア、ポートランドおよびユージーンでは特に大麻も人気があり、許されている。
アメリカ合衆国のカスケード山脈から東では、ラテン系の民が農業労働者となり、人口も多い。またその西部の地域でも一般の労働力として増えつつある。アメリカ側の太平洋岸北西部では多くの地域社会で、アフリカ系アメリカ人の数がアジア系やラテン系の数よりも少ないという現象があるが、スポケーンやユージーンなどやや小さな都市圏ではアフリカ系アメリカ人の人口が増えつつある。シアトルやポートランドのような西部都市圏ではアフリカ系アメリカ人の集中があるが、他の地域とは異なり、バンクーバーやシアトルで見られるように、黒人多数社会はアジア系多数社会よりも少ない。2000年時点で多数のアジア系住民が中流クラスの郊外に移住し始めたが、歴史のある地域社会の存続を危ぶむ声も出ている。アフリカ系アメリカ人が市長や地域の要職に就く一方で、ワシントン州では中国系アメリカ人のゲーリー・ロックを1990年代の知事に選んだ。ブリティッシュコロンビア州の少数民族の者は政治や行政のあらゆる階層に見られ、カナダの歴史で「初」の付くことがいくつか起こった。インド系カナダ人のウジャール・ドサニーは非白人で初めて州の首相になった。中国系カナダ人のデイビッド・ラムは非白人で初の副知事になった。

### 言語
太平洋岸北西部での英語の訛りはほとんどのアメリカ人やカナダ人に「大変に自然」なものと考えられている。後舌母音が融合してしまういわゆるCot-caught mergerが起こるが、昔からの一般的アメリカ英語に近いものとされる。アメリカの北部都市で見られるような母音の変化は無い。また強いカリフォルニア訛りやカナダ訛りも存在しない。はっきりとした母音の変化が無いために、アメリカの中北部、カリフォルニアおよびプレーリーの方言と類似しており聞き分けができない。
チヌーク言語は、この地域の先住民族の間で作られたピジン言語すなわち貿易言語である。ヨーロッパ人との接触後に、フランス語、英語およびクリー語が一つの言語になり、結果的にチヌーク言語はアラスカからオレゴンにかけてのパシフィック・スロープで25万人の人が話す国際語となった。チヌーク言語は19世紀が最も使われた時期であり、20世紀になっても自然地域に住む先住民族、カナダではファースト・ネーションズに共通して、しかし排他的ではなく使われた。今日、その影響は地名や地域によるスラングの中に見出される。特にこの地域特有のスクークム（大きい）という言葉に顕著である。
英語と先住民の言語以外に、特にブリティッシュコロンビア州では19世紀のゴールドラッシュ以来中国語が多く使われるようになった。1980年以降、アジアからの大規模な移民の増加により、それまでの広東語の方言である台山語に代わって広東語と北京官話が優勢になった。ブリティッシュコロンビア州ではパンジャーブ語も使われており、大きなシーク教徒社会を形成している。

### 思想および宗教
太平洋岸北西部は北アメリカで英語を話す民が最後にキリスト教を伝えた所である。このことはカスケード山脈の西で伝えられている。それにも拘らず、地域の大きな国際的慈善団体4つのうち3つまでが信仰に基づくものである。ノースウエスト・メディカル・チーム・インターナショナル、ワールド・コンサーン、ワールドビジョン・インターナショナルおよびマーシー・コーがそれである。落ちぶれた労働者や酔っ払いに食べ物と教えを提供する避難場所としてのスキッドロード伝道所の原型はシアトルやバンクーバーのスラム街(skid roads)で始まった。救世軍はバンクーバーのギャスタウン地区に深い根があり、1880年代のカナダ太平洋鉄道の建設やクロンダイクのゴールドラッシュで脚光を浴びた時代からのものである。
教会に集まる人の比率は小さいものの、この地域には特徴あるキリスト教の集団が集まっている。ロシア起源のドーコーバー派からブリティッシュコロンビア州の再洗礼派であるメノナイトまで、数え切れないくらいの宗教に基づく社会が、フィンランド人、ノルウェー人、デンマーク人などによって作られて来た。メノナイト中央委員会による補助療法サービスはブリティッシュコロンビア州のアボッツフォードに本拠を置いている。メノナイト中央委員会とメノナイト災害支援サービスは、フレーザー渓谷の強いメノナイト社会から多くの入信者や寄付を集めている。この地域にはまた正教会（ギリシャ、ロシア、セルビアなど）のかなり強力な支部があり、ウクライナ東方帰一教会も存在する。
多年にわたって、東方の特に仏教や道教の探索が太平洋岸北西部では盛んになっており、特にチベット仏教は強い信者がいる。北西チベット文化協会は、この手の組織としては世界最大と主張しており、1993年にポートランドに設立された。ヨーガ哲学の教えやスーフィズム（イスラム教の神秘主義哲学）、民族信仰や古代信仰、およびその他の哲学が広く研究され受け入れられている。ブリティッシュコロンビア州の低地には、シーク教徒のカナダへの移住者が多く、大変大きな地域社会と文化を造っており、また同様に1980年代のアジアからの移民の増加により中国仏教寺院や信徒も成長している。ヒンドゥー教、ゾロアスター教、および最近増えているインド、中東、アフリカ、バルカン半島、東南アジアなどからのイスラム教信徒が少数だがいる。
ニューエイジの思想やネオパガニズムのような宗教や思想もこの地域は惹きつけている。メアリ・マニン・モーリシーのリビング・エンリッチメント・センターと呼ばれる「メガチャーチ」はオレゴン州ウィルソンビルにあり、推定信徒数2,000から5,000の間の世界でも最大の新宗教である。モーリシーの「人生の鍵」宗教計画はアメリカ西海岸の主要ネットワークで放送されている。「神との対話」を著したニール・ドナルド・ウォルシュはオレゴン州アッシュランドに住み、退役者センターを営んでいる。国際的に認められたせ威信指導者で、プーンジャジの教え子でもあるガンガジもアッシュランドに住んでいる。（組織によれば）不死身の存在であるラムサの教導所がワシントン州イェルムに最近造られた。サニヤシンの和尚ラジニーシはオレゴン州アンテロープ近くに信仰と生活様式のセンターを設立した。ここにはヒンズー教の僧院があり、地域経済の奪取を試みたことがある。「神の光の使節団」（Emissaries of the Divine Light）はブリティッシュコロンビア州の100マイルハウス地域で顕著な存在である。さらに議論を呼ぶことは、20世紀の初めにブリティッシュコロンビア州のガルフ諸島でブラザー・トウェルブによって主宰されたコミューンである。オレゴン州ウィラメットバレー、アラスカ州、アルバータ州などにはオールドビリーバー、すなわちロシア正教古儀式派の大きな集団がいる。